# Reppiaïta
La reppiaïta és un mineral de la classe dels fosfats. Rep el nom de la localitat de Reppia, a Ligúria (Itàlia), on va ser descoberta.

## Característiques
La reppiaïta és un fosfat de fórmula química Mn₅²⁺(VO₄)₂(OH)₄. Va ser aprovada com a espècie vàlida per l'Associació Mineralògica Internacional l'any 1991. Cristal·litza en el sistema monoclínic. La seva duresa a l'escala de Mohs oscil·la entre 3 i 3,5.
Segons la classificació de Nickel-Strunz, la reppiaïta pertany a «08.BD - Fosfats, etc. amb anions addicionals, sense H₂O, només amb cations de mida mitjana, (OH, etc.):RO₄ = 2:1» juntament amb els següents minerals: cornwallita, pseudomalaquita, reichenbachita, arsenoclasita, gatehouseïta, parwelita, ludjibaïta i cornubita.

## Formació i jaciments
Va ser descoberta a la mina Valgraveglia, dins la localitat italiana de Reppia, a la comune de Ne (Província de Gènova, Ligúria). També ha estat descrita a la glacera Pipji, a Pipjitälli (Valais, Suïssa). Es tracta dels dos únics indrets on ha estat descrita aquesta espècie mineral.